# Маріанне Гемскерк
Маріанне Гемскерк (нід. Marianne Heemskerk, 28 серпня 1944) — нідерландська плавчиня.
Призерка Олімпійських Ігор 1960 року, учасниця 1964 року.
Призерка Чемпіонату Європи з водних видів спорту 1962 року.